# Акињи
Акињи (фр. Acquigny) насеље је и општина у северној Француској у региону Горња Нормандија, у департману Ер која припада префектури Евре.
По подацима из 2011. године у општини је живело 1.544 становника, а густина насељености је износила 86,6 становника/km². Општина се простире на површини од 17,83 km². Налази се на средњој надморској висини од 19 метара (максималној 143 m, а минималној 14 m).

## Демографија
| 1962. | 1968. | 1975. | 1982. | 1990. | 1999. | 2011. |
| ----- | ----- | ----- | ----- | ----- | ----- | ----- |
| 961   | 975   | 1.006 | 1.055 | 1.292 | 1.438 | 1.544 |

График промене броја становника у току последњих година